# Guillermo de Norwich

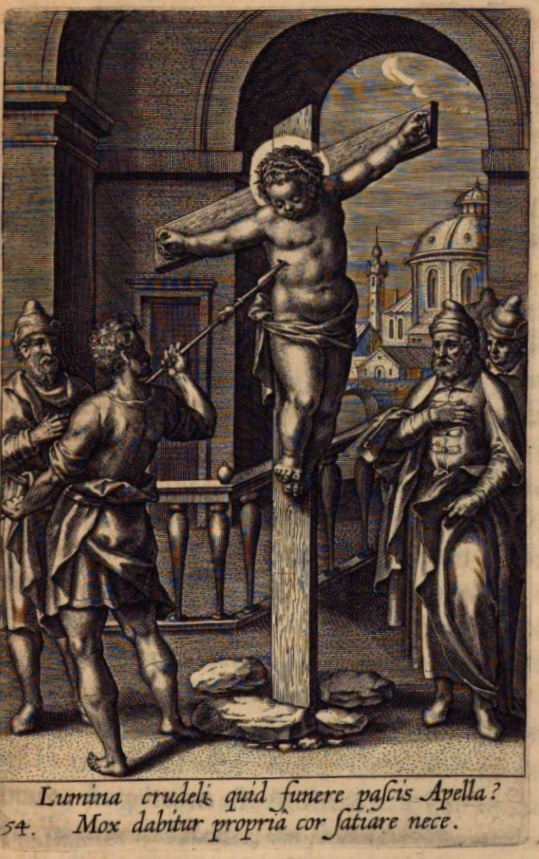
Guillermo de Norwich según un grabado de Adriaen Collaert; Pedro de Bivero, Sacrum sanctuarium crucis et patientiae crucifixorum et cruciferorum, emblematicis imaginibus..., Amberes, 1634.

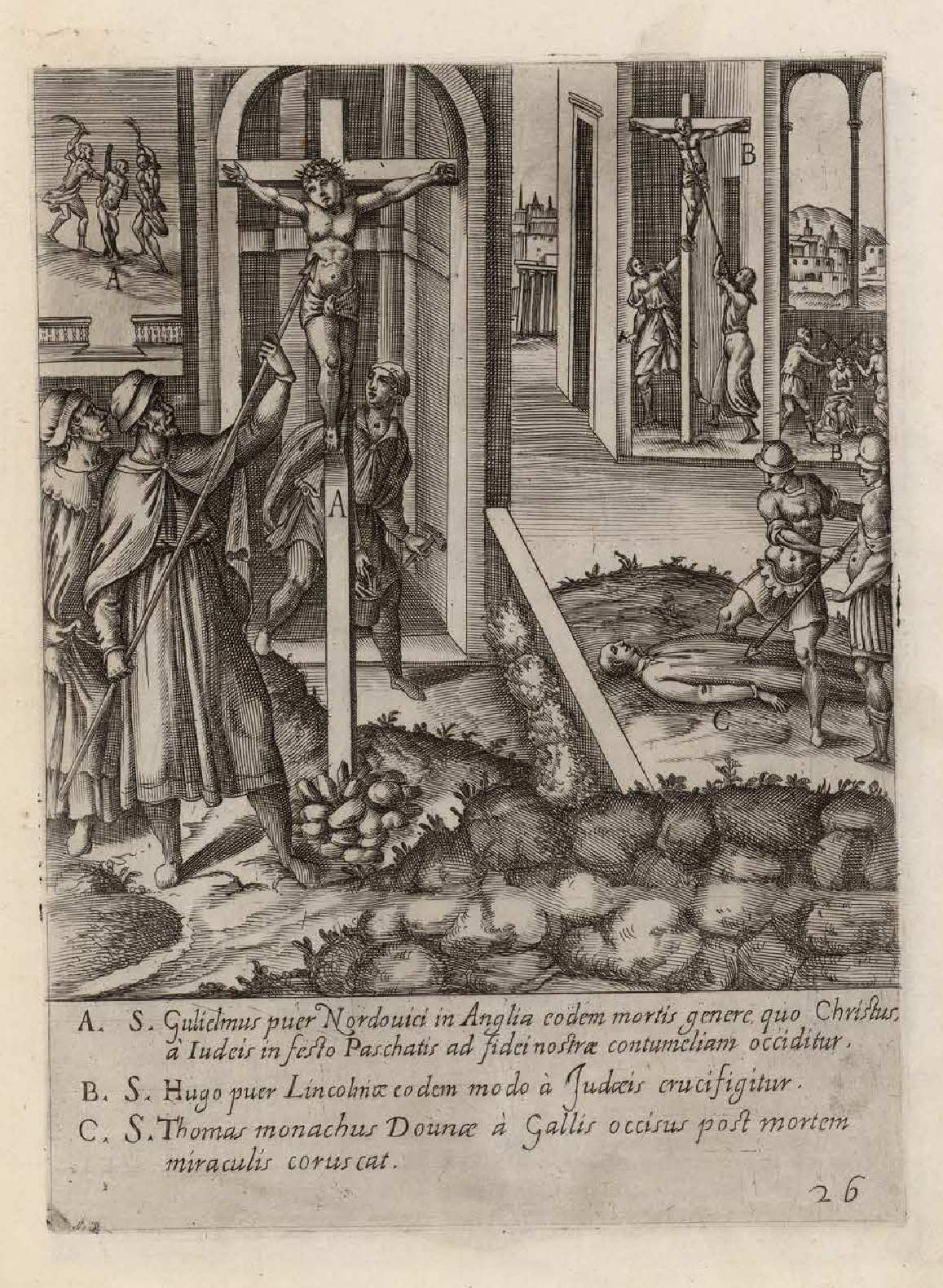
Guillermo de Norwich y Hugo de Lincoln, grabado de Giovanni Battista de Cavalieri, a partir de los frescos de Niccolo Circignani en la capilla del Colegio Inglés de Roma.

Guillermo de Norwich (Norwich, 2 de febrero de 1132-ib., 22 de marzo de 1144) fue un niño inglés de doce años, cuya muerte se atribuyó a la comunidad judía de la ciudad de Norwich. Poco después de su muerte fue considerado un mártir local. La iglesia católica suprimió su culto después de no encontrar pruebas sobre su supuesto martirio.
En 1189, la delegación judía que participaba en la coronación de Ricardo Corazón de León fue atacada y asesinada por la multitud. El 6 de febrero de 1190, todos los judíos de Norwich fueron asesinados en sus casas, a excepción de unos pocos que se refugiaron en el castillo de Norwich. En 1290, los judíos fueron expulsados de Inglaterra y no se les permitió regresar hasta cuatro siglos después, en 1655.